# Фредерикс, Райан
Райан Фредерикс (англ. Ryan Marlowe B. Fredericks; 10 октября 1992, Поттерс Бар, Хартфордшир) — английский футболист, правый защитник.

## Клубная карьера

### «Тоттенхэм Хотспур»
Фредерикс — воспитанник молодёжной академии «Тоттенхэм Хотспур». В первой команде «Тоттенхэма» Райан дебютировал вместе с товарищами по академии Томом Кэрроллом и Гарри Кейном 25 августа 2011 года в раунде плей-офф Лиги Европы против шотландского «Хартса» (0:0). Позднее, в том розыгрыше Лиги Европы Фредерикс провёл ещё 2 встречи.
10 августа 2012 года Фредерикс был арендован клубом Лиги 1 «Брентфорд» и дебютировал в его составе на следующий день в игре Кубка Лиги против «Уолсолла» (0:1). 25 октября 2012 года полузащитник был отозван назад из аренды «Тоттенхэмом».

### «Миллуолл»
17 января 2014 года Фредерикс отправился в 3-месячную аренду в «Миллуолл». 18 января он дебютировал в игре с «Ипсвич Таун» и на 39-й минуте забил единственный гол в той встрече. 31 января аренда была продлена до конца сезона, а Райан переподписал контракт со «шпорами» до 2016 года.

### «Мидлсбро»
28 августа 2014 года на правах аренды до конца сезона Фредерикс перешёл в клуб Чемпионшипа «Мидлсбро». Дебютировал 20 сентября в домашней встрече против «Брентфорда» (4:0).

### «Вест Хэм Юнайтед»

#### Дебютный сезон 2018/19
5 июня 2018 заключил контракт с клубом сроком на четыре года, тем самым став первым присоединившимся игроком к команде при Мануэле Пеллегрини. Дебютировал за "Молотобойцев" 12 августа 2018 года в выездном матче против Ливерпуля в рамках АПЛ, в котором его команда проиграла со счетом 4:0, вышел в стартовом составе и отыграл все 90 минут. Свой первый гол за команду забил 26 сентября 2018 года в матче кубка лиги против Макклсфилда на 51-й минуте с паса Роберта Снодграсса, в том же матче на 60 минут Райан отдал голевой пас тому же Роберту, итоговый счет 8:0 в пользу Вест Хэма.

#### Сезон 2019/20
Сезон для игрока, как и для команды в целом, ровно как и год назад начался неудачно - 10 августа 2019 года крупное поражение дома от Манчестер Сити 0:5, в этом матче Райан вышел в стартовом составе и отыграл все 90 минут.

## Карьера в сборной
Райан вызывался в сборную Англии (до 19 лет), проведя в её составе один матч — 29 марта 2011 года против сборной Нидерландов (0:3).

## Достижения
«Фулхэм»
- Победитель плей-офф Чемпионшипа: 2017/18